# Amesdorf
Amesdorf – dzielnica miasta Güsten w Niemczech, w kraju związkowym Saksonia-Anhalt, w powiecie Salzland, nad rzeką Liethe.
Do 31 grudnia 2009 była to oddzielna gmina należąca do wspólnoty administracyjnej Staßfurt.